# Meshal Mubarak Budawood
Meshal Mubarak Budawood (Doha, Catar, 25 de febrero de 1982) es un exfutbolista catarí que jugaba de centrocampista.

## Carrera

### Club
| Periodo   | Club                    |
| --------- | ----------------------- |
| 1999–2009 | Qatar SC                |
| 2001      | → Al-Wakrah SC (cedido) |
| 2003      | → Feyenoord (cedido)    |
| 2009–2012 | Al-Rayyan SC            |
| 2012–2015 | Al-Gharafa SC           |
| 2015–2018 | Al-Ahli Doha            |

- Datos: Q3214247